# Onkisaari (ö i Norra Karelen, Joensuu, lat 62,38, long 29,61)
Onkisaari är en ö i Finland. Den ligger i sjön Pyhäselkä och i kommunen Libelits i den ekonomiska regionen  Joensuu ekonomiska region  och landskapet Norra Karelen, i den sydöstra delen av landet, 300 km nordost om huvudstaden Helsingfors. Öns area är 7,1 hektar och dess största längd är 440 meter i nord-sydlig riktning.